# 36 (szám)
A 36 (római számmal: XXXVI) egy természetes szám, négyzetszám, a 6 négyzete; háromszögszám, az első nyolc pozitív egész szám összege.

## A szám a matematikában
A tízes számrendszerbeli 36-os a kettes számrendszerben 100100, a nyolcas számrendszerben 44, a tizenhatos számrendszerben 24 alakban írható fel.
A 36 páros szám, összetett szám, azon belül négyzetszám, kanonikus alakban a 22 · 32 szorzattal, normálalakban a 3,6 · 101 szorzattal írható fel. Erősen összetett szám: több osztója van, mint bármely nála kisebb számnak. Szuperbővelkedő szám.
Háromszögszám és négyzetszám, ezért háromszögű négyzetszám. Tizenháromszögszám.
Áltökéletes szám. Az első olyan szám, amelynek pontosan 9 osztója van, ezek növekvő sorrendben: 1, 2, 3, 4, 6, 9, 12, 18 és 36.
A legkisebb n szám, amelyre pontosan 8 megoldása van a φ(x) = n egyenletnek.
Osztóinak egy részét (pl. 6, 12 és 18) összeadva kijön a 36, ezért 36 féltökéletes szám.
Mivel található olyan 36 egymást követő egész szám, amelynél minden belső számnak van közös prímtényezője akár az első, akár az utolsó taggal, a 36 Erdős–Woods-szám. A legkisebb ilyen tulajdonságú egymást követő számok 12913165320 és 12913165355 között találhatók.
A 36 a címkézetlen, 9 csúcsú hernyógráfok száma.
Störmer-szám.
A 36 egyetlen szám valódiosztó-összegeként áll elő, ez a 24.
A 36 Harshad-szám, köztük a 2, 3, 4, 5, 6, 7, 9, 10, 11, 12, 13, 16 számrendszerekben.
A 36-os szám több pitagoraszi számhármasban szerepel, ilyenek a (36; 48; 60), a (36; 77; 85), a (36; 105; 111), a (36; 160; 164), valamint a (15; 36; 39) és a (27; 36; 45) hármasok.
Az első 36 pozitív egész szám összege (vagyis a 36. háromszögszám) 666, e 36 szám szorzata (azaz a 36 faktoriálisa): 36! = 3,71993326789901 · 1041.
A 36 négyzete 1296, köbe 46 656, négyzetgyöke 6, köbgyöke 3,30193, reciproka 0,027778. A 36 egység sugarú kör kerülete 226,19467 egység, területe 4071,50408 területegység; a 36 egység sugarú gömb térfogata 195 432,19579 térfogategység.
A 36 helyen az Euler-függvény helyettesítési értéke 12, a Möbius-függvényé 0, a Mertens-függvényé −1.

## A szám a kultúrában
- A 36 – Harminchat egy francia krimi.
- Harminchat év[6][7] címmel adták ki Szabó Lőrinc és felesége levelezését.
- Lámed-váv cádikim – harminchat igaz ember, egy zsidó legenda nyomán

## A szám mint sorszám, jelzés
A periódusos rendszer 36. eleme a kripton.